# Simopteryx obliquilinea
Simopteryx obliquilinea är en fjärilsart som beskrevs av Paul Dognin 1913. Simopteryx obliquilinea ingår i släktet Simopteryx och familjen mätare. Inga underarter finns listade i Catalogue of Life.